# Microrégion de Dracena
Pour les articles homonymes, voir Dracena.
La microrégion de Dracena est l'une des trois microrégions qui subdivisent la mésorégion de Presidente Prudente de l'État de São Paulo au Brésil.
Elle comporte 10 municipalités qui regroupaient 108 316 habitants en 2006 pour une superficie totale de 2 861 km².

## Municipalités[1]
- Dracena
- Junqueirópolis
- Monte Castelo
- Nova Guataporanga
- Ouro Verde
- Panorama
- Paulicéia
- Santa Mercedes
- São João do Pau d'Alho
- Tupi Paulista